# مسرد مصطلحات الأنمي والمانغا

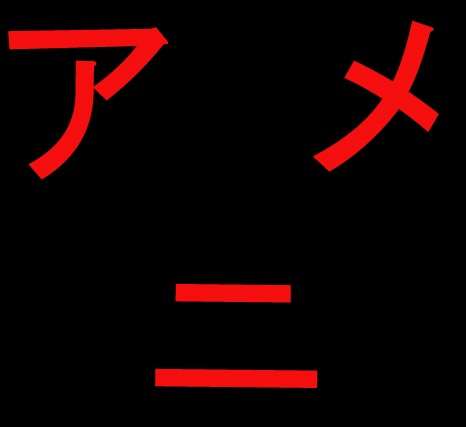
أنيمي في كاتاكانا

هذه قائمة للمصطلحات المرتبطة بالأنمي والمانغا.

## الصفات الشخصية
بيشوجو (美少女، حرفيًا "فتاة جميلة")تشير إلى أي امرأة شابة جذابة، لكنها تُستخدم أيضًا للإيحاء بالتوفر الجنسي.
بيشونين (美少年، حرفيًا "فتى جميل"، وتُختصر أحيانًا "بيشي")مبدأ ياباني جمالي للشاب المثالي الجميل. قد تشير إلى الزنمردة أو المخنث أو الغموض الجنسي. في اليابان، يشير المصطلح لكل الشباب بهذه الصفات، لكن في الغرب، أصبح مصطلحًا عامًا للمخنثين ذوي الجاذبية الذكور بجميع الأعمار.
فتاة قطة (猫娘 نيكوموسومي)شخصية أنثى بأذني قطة وذيل قطة ولكن بجسد إنسان.
تشونيبيو (中二病، حرفيًا "مرض طالب الصف الإعدادي الثاني")ميول شخصية للتظاهر بأنها شخصية من الفنتازيا مثل مصاص دماء أو شيطان أو ملاك أو ساحر أو فضائي أو محارب أو أشخاص من سلالة خاصة، أو غالبًا تصور أنفسهم يمتلكون قوى سحرية أو خارقة أو أدوات ملعونة.
دوجيكو (ドジっ子)فتاة تميل إلى أن تكون خرقاء.
كيمونو (獣, けもの, ケモノ، حرفيًا "وحش")صنف من الفن الياباني وتصميم الشخصية يظهر الشخصيات الخيالية الشبيهة بالحيوانات (التجسيم).
كيمونوميمي (獣耳, けものミミ, ケモノミミ)شخصيات بميزات حيوانية كالأذنين والذيل ولكن بجسم إنسان.
موي (萌え)عادةً ما تستخدم للشخصيات الإناث، برغم أنها يمكن أن تشير إلى ذكور مخنثين في بعض الحالات.
تسوندري (ツンデレ)عادة ما تستخدم للشخصيات الإناث التي تتصرف بعنف وعصبية اتجاه الشخص الذي تحبه، لكنها تخفي مشاعرها الرومانسية في قلبها، فهي غير قادرة على إظاهر مشاعرها اتجاهه والسبب هو انها خجولة ولا تمتلك الشجاعة.
تنقسم كلمة التسوندري إلى قسمين، ألاولى تسونتسون (ツンツン) تعني «العصبي» و«المتحفظ»، والثانية هي دريدري (デレデレ) وهي تعني «المحبوب».
ياندري (ヤンデレ)

## التركيبة السكانية
جوسيه (女性)تعني حرفيًا «امرأة»؛ وهو الأنمي للإناث البالغات.
كودومو (子供) أو كودوموموكي (子供向け)أنمي ومانغا للأطفال من الجنسين.
سينين (青年)وهو أنمي ومانغا للذكور البالغين.
شوجو (少女)تعني حرفيًا «فتاة صغيرة». وهو الأنمي والمانغا للفتيات المراهقات.
شونين (少年)تعني حرفيًا «فتى صغير». وهو الأنمي والمانغا للفتيان المراهقين.

## المعجبون
أنيبارو (アニパロ)مصطلح عامي للاستخدام الساخر للمعجبين لشخصيات الأنمي، سخرية للأنمي.
كوميكت (コミケット كوميكيتو، حرفيًا "سوق القصص المصورة")هو أكبر سوق دوجينشي في العالم، يعقد مرتين في السنة في أرياكي، طوكيو باليابان.
دوجينشي (同人誌)عمل من صنع المعجبين مثل السخرية أو أدب المعجبين أو المانغا.
فاندباختصارًا لدبلجة المعجبين (بالإنجليزية: fan-made dub)‏، وهي عملية يقوم فيها المعجبون بترجمة الحوارات واستبدالها بأصوات من لغة أخرى.
فانسباختصارًا لترجمة المعجبين (بالإنجليزية: fan-made subtitles)‏، وهي عملية يقوم فيها المعجبون بترجمة الحوارات إلى لغة أخرى.
فودانشي (腐男子، حرفيًا "فتى فاسد")معجب ذكر بمانغا ياوي (やおい).
فوجوشي (腐女子، حرفيًا "امرأة فاسدة")معجبة أنثى بمانغا ياوي (やおい).
فيلم ماد (MAD動画 مادو دوغا)فيديو صنعه المعجبون، مثل فيديو موسيقى الأنمي.
تأثير أوداغيريظاهرة تلفازية حيث أن برنامجًا يجذب عددًا أكبر من المتوقع للمشاهِدات النساء لأن نجوم البرنامج هم شخصيات أو مؤديو أصوات جذابون.
أوتاكو (おたく, オタク, ヲタク)الترجمة الحرفية للكلمة هي منزل شخص (أو عائلة) آخر (お宅 أوتاكو). في العامية اليابانية، أوتاكو تناظر «مهووس» أو «انطوائي»، ولكن بصورة أكثر ازدرائية. في 1989، كلمة «أوتاكو» قد نُبِذت من العلاقة مع الأنمي والمانغا بعدما قتل تسوتومو ميازاكي (المسمى «قاتل الأوتاكو») بوحشية فتيات قاصرات. منذ ذلك الحين، أصبحت الكلمة أقل سلبية في اليابان وقد كثر الناس الذين يطلقون على أنفسهم على أنهم نوع ما من الأوتاكو.

## وصلات خارجية
- معجم مصطلحات الأنمي
- أنمي ماكسم